# Iosif Constantin Drăgan
Iosif Constantin Drăgan (pronunciación rumana: /ˈjosif konstanˈtin drəˈɡan/; 20 de junio de 1917 - 21 de agosto de 2008) fue un empresario, escritor e historiador ítalo-rumano y fundador de la empresa ButanGas. En 2005, fue el segundo rumano más rico, según la revista financiera rumana Capital, con una riqueza estimada en $ 850 millones. Según la misma revista financiera, en 2006, se convirtió en el rumano más rico, con $ 1.3-1.6 mil millones.
Drăgan estuvo involucrado en una serie de controversias, incluidos algunos supuestos acuerdos con la Securitate, su admiración por el líder rumano Ion Antonescu y ser una de las principales figuras de la corriente protocronista de la historiografía rumana.

## Biografía

### Primeros años
Nacido en Lugos, Austria-Hungría (ahora Lugoj, Rumanía), Drăgan se graduó por la Facultad de Derecho de la Universidad de Bucarest en 1938 y obtuvo en 1940 una beca en la Universidad de Roma, donde estudió ciencias políticas y economía, obteniendo su PhD. En ese momento, Drăgan se sintió atraído por los ideales fascistas y la Guardia de Hierro, que representaba una tendencia corporativista dentro de esta última.
Drăgan explicó sus puntos de vista sobre la Guardia de Hierro fascista en 1940 en el periódico pro-Mussolini Conquiste d'Impero en dos artículos titulados «La mística de los legionarios de Codreanu» y «El corporativismo rumano: piezas de la doctrina del legionario». En 1987, basándose en estos artículos, la revista italiana Il Panorama lo llamó «legionario», pero Drăgan los demandó y ganó el juicio, ya que no pudieron presentar pruebas de que él fuera un miembro real de la organización.

### Negocio en Italia
En 1941, fundó una empresa que exportaba productos petrolíferos rumanos a la Italia fascista. Después de la Segunda Guerra Mundial, en 1948, estableció una empresa de distribución de gas en Italia, ButanGas. Después de la guerra, con el Partido Comunista Rumano ganando el poder en Rumania, no se le permitió regresar a Rumania durante 30 años.

### Protocronismo y la relación con Ceaușescu
En 1967, fundó la Fundación Europea Drăgan, que tiene como objetivo «promover los valores de la civilización rumana». También fue el fundador de dos editoriales (Nagard en Italia y Europa Nova en Rumanía), una universidad privada, Universitatea Europeană Drăgan (fundada en 1991 en Lugoj), una estación de televisión, una estación de radio (Radio NovaFm), un periódico semanal (Redeșteptarea) y un periódico local diario (Renașterea Bănățeană), todos en Rumanía. También financió la Estatua de Decébalo, una talla de 40 metros de altura, cerca de Orşova.
Escribió muchas obras históricas asociadas con el movimiento nacionalista del protocronismo en la historia de Rumania, que más tarde fue promovido por el régimen de Nicolae Ceauşescu. A pesar de ser un simpatizante de la Guardia de Hierro, Drăgan se convirtió en un colaborador semioficial de Ceaușescu y el régimen comunista, y como resultado, tuvo acceso a algunos documentos nunca antes publicados sobre Ion Antonescu, usándolos en un libro de cuatro volúmenes que lo colocó en una relevante posición. Según el historiador Lucian Boia, Drăgan promovió una versión extrema del protocronismo, que afirmaba que Rumanía era la cuna de la civilización y que el pueblo rumano era el más antiguo de Europa:
 

Como autor de We, the Thracians [Nosotros los tracios] (1976) y editor de la publicación periódica del mismo título (Noi, tracii) que se lanzó en 1974, fue la figura principal de todo un movimiento dirigido a amplificar el papel de los tracios en la historia europea, un movimiento apoyado por todo tipo de aficionados (¡incluso un grupo de abogados!) pero también por algunos profesionales menos escrupulosos (entre ellos los arqueólogos Dumitru Berciu e Ion Horaţiu Crişan). En el periódico Noi, tracii se podía, por ejemplo, afirmar que los antepasados de los rumanos vivieron hace 100.000 años, prueba elocuente de que el pueblo rumano es el más antiguo del continente, si no del mundo. En cuanto a la extensión del territorio de los tracios, Drăgan les permite generosamente casi la mitad de Europa, centrada, evidentemente, en el espacio actual de Rumania.
L. Boia (2001)

### Tras 1989
Tras la revolución rumana de 1989, se alegó que apoyó financieramente a Eugen Barbu y Corneliu Vadim Tudor para lanzar su periódico de extrema derecha România Mare. Sin embargo, en 2008, Vadim negó haber obtenido financiación de Drăgan. Junto con Vadim Tudor, Drăgan fue el fundador de la Liga Mareșal Ion Antonescu en 1990, más tarde rebautizada como Liga Mareșalilor tras los cambios en la legislación rumana que rechazaban el elogio del dictador pronazi.

## Vida privada
Después de que su primera esposa, Teresa Maria Moriglioni, muriera en 1986, Drăgan se casó, a la edad de 78 años, con Daniela Veronica Gușă, de 22 años en ese momento, la hija de Ştefan Guşă, un general del ejército rumano involucrado en la Revolución de 1989 que murió de cáncer en 1994. Juntos  tuvieron tres hijos.
Mike Fink (n. 1970), quien afirma ser el hijo de Drăgan, anunció, en 2005, que no había podido contactar a su padre en los tres años anteriores. Ziua llegó a la conclusión de que Drăgan se encontraba cautivo por su esposa y sus socios comerciales. Sin embargo, fue visto cenando en un restaurante solo unos días después en Bucarest, junto con su esposa.

## Muerte
Drăgan murió el 21 de agosto de 2008 en su casa en Palma de Mallorca, España.